# Pere Tarrés i Claret
Pere Tarrés i Claret (Manresa, 30 maggio 1905 – Barcellona, 31 agosto 1950) è stato un presbitero spagnolo, beatificato da papa Giovanni Paolo II nel 2004.

## Biografia
Nacque in una famiglia modesta e religiosa. Studiò dagli scolopi, poi con i gesuiti a Manresa e si laureò in medicina a Barcellona. Entrò nei gruppi giovanili dell'Azione cattolica.
Dopo la morte dei genitori, fece voto di castità e fondò la clinica-sanatorio di Nostra Signora della Mercede a Barcellona.
Durante la guerra civile spagnola, fu arruolato nell'esercito repubblicano come ufficiale-medico e si congedò con il grado di capitano. Al termine della guerra entrò in seminario e fu ordinato prete nel 1942 e si laureò in teologia a Salamanca.
Ricoprì vari incarichi nell'Azione cattolica e fu cappellano di varie comunità religiose femminili.
Ammalatosi di linfosarcoma linfoblastico nel 1950, morì poco dopo nella clinica da lui fondata.

## Il culto
Fu beatificato da papa Giovanni Paolo II durante il suo viaggio a Loreto in occasione del raduno dell'Azione cattolica, nel corso di una cerimonia celebrata sulla spianata di Montorso il 5 settembre 2004.
Il suo dies natalis si commemora il 31 agosto.